# Edith Fanta
Edith Susana Elisabeth Fanta fue una investigadora brasileña de la Antártida. Lo más conocido de su trabajo fue la preservación y protección de la Antártida.

## Educación y primeros años
Fanta nació en São Paulo, Brasil en 1943. Recibió sus títulos de maestría (1970) y doctorado (1972) en la Universidad de São Paulo en  zoología.

## Carrera e impacto
Fanta emprendió su investigación posdoctoral en el Instituto de radiación y medio ambiente en Múnich, Alemania (1974-76), y en la Universidad de Bristol, Reino Unido. Ella regresó a Brasil al Instituto de pesca en la Universidad Estatal de São Paulo, antes de tomar  un puesto como profesora en la Universidad Federal del Estado de Paraná (UFPR) en el Centro de estudios marinos en 1980. Ella más tarde se trasladó al Departamento de biología celular en el UFPR.
Fanta fue parte del programa antártico brasileño por 25 años, desde su inicio en 1983. Se convirtió en una líder internacional de la ciencia antártica a través de su investigación en el comportamiento, fisiología y morfología de peces del antártico, publicando 58 artículos revisados por pares académicos. Representó a Brasil en muchos foros internacionales antárticos, incluyendo el Comité científico para la investigación Antártica (SCAR), el Grupo científico permanente de ciencias de la vida y biología, y en la Convención para la Conservación de Recursos Vivos Marinos Antárticos (CCAMLR) desde 1992. Por más de diez años,  ha realizado valiosas contribuciones desde principios de los años noventa al Sistema del Tratado Antártico como miembro de especialistas del Grupo SCAR  en conservación y asuntos medioambientales. Ella también ha participado como miembro del Año Polar Internacional (IPY) Comité de junta y dirigió un proyecto como parte del IPY (2007-2008). Su dedicación a la conservación basadas en ciencia y la administración de recursos marinos antárticos la dirigieron a su elección como presidente del comité científico de la Convención para la Conservación de Recursos Vivos Marinos Antárticos (CCAMLR) dónde  trabajo desde el 2005 hasta su muerte en 2008.